# Theophilus Beckford
Theophilus Beckford (* 23. Dezember 1935 in Kingston, Jamaika; † 19. Februar 2001, ebenda) war ein jamaikanischer Pianist.
Beckford besuchte in den 1940er Jahren die Boys Town School am Collie Smith Drive in Trenchtown/Kingston. 1955 erwarb er sein erstes eigenes Klavier. Bereits 1956 spielte er in der Band von Cluett Johnson, Clue J & The Blues Blasters und nahm wahrscheinlich im gleichen Jahr anlässlich der ersten Studiozeit des jungen Produzenten Clement Dodd seinen späteren Hit "Easy Snappin'" auf, der zunächst 1959 kommerziell in Jamaika und wenig später in England auf Schallplatte erschien. Beckford spielte bis in die 1970er Jahre professionell, überwiegend als Studiomusiker, teilweise auch als Solist mit eigenen Veröffentlichungen. Produzenten wie C.S. Dodd, Duke Reid, Prince Buster oder Lee Perry griffen gerne auf seine Fähigkeiten zurück.
Im Februar 2001 wurde Beckford in seiner Heimatstadt ermordet.
| Personendaten    | Personendaten          |
| ---------------- | ---------------------- |
| NAME             | Beckford, Theophilus   |
| KURZBESCHREIBUNG | jamaikanischer Pianist |
| GEBURTSDATUM     | 23. Dezember 1935      |
| GEBURTSORT       | Kingston/Jamaika       |
| STERBEDATUM      | 19. Februar 2001       |
| STERBEORT        | Kingston/Jamaika       |